# Roodrugnegrito
De roodrugnegrito (Lessonia rufa) is een zangvogel uit de familie Tyrannidae (tirannen).

## Verspreiding en leefgebied
Deze soort broedt van centraal Chili en Argentinië tot Vuurland en overwintert noordelijker tot in Bolivia.

## Status
De grootte van de populatie is niet gekwantificeerd maar de soort wordt omschreven als vrij algemeen. Op de Rode lijst van de IUCN heeft deze soort de status niet bedreigd.